# Longitarsus atricillus
Longitarsus atricillus is een keversoort uit de familie bladkevers (Chrysomelidae). De wetenschappelijke naam van de soort werd in 1761 gepubliceerd door Linnaeus.